# NGC 6958
NGC 6958 is een elliptisch sterrenstelsel in het sterrenbeeld Microscoop. Het hemelobject werd op 24 augustus 1834 ontdekt door de Britse astronoom John Herschel.

## Synoniemen
- ESO 341-15
- MCG -6-45-17
- IRAS 20455-3810
- PGC 65436